# 永久hours
「永久hours」（えいきゅうアワーズ）は、Aqoursの楽曲。同グループのFinale LIVE テーマシングルとして2024年12月18日にLantisから発売された。

## 背景

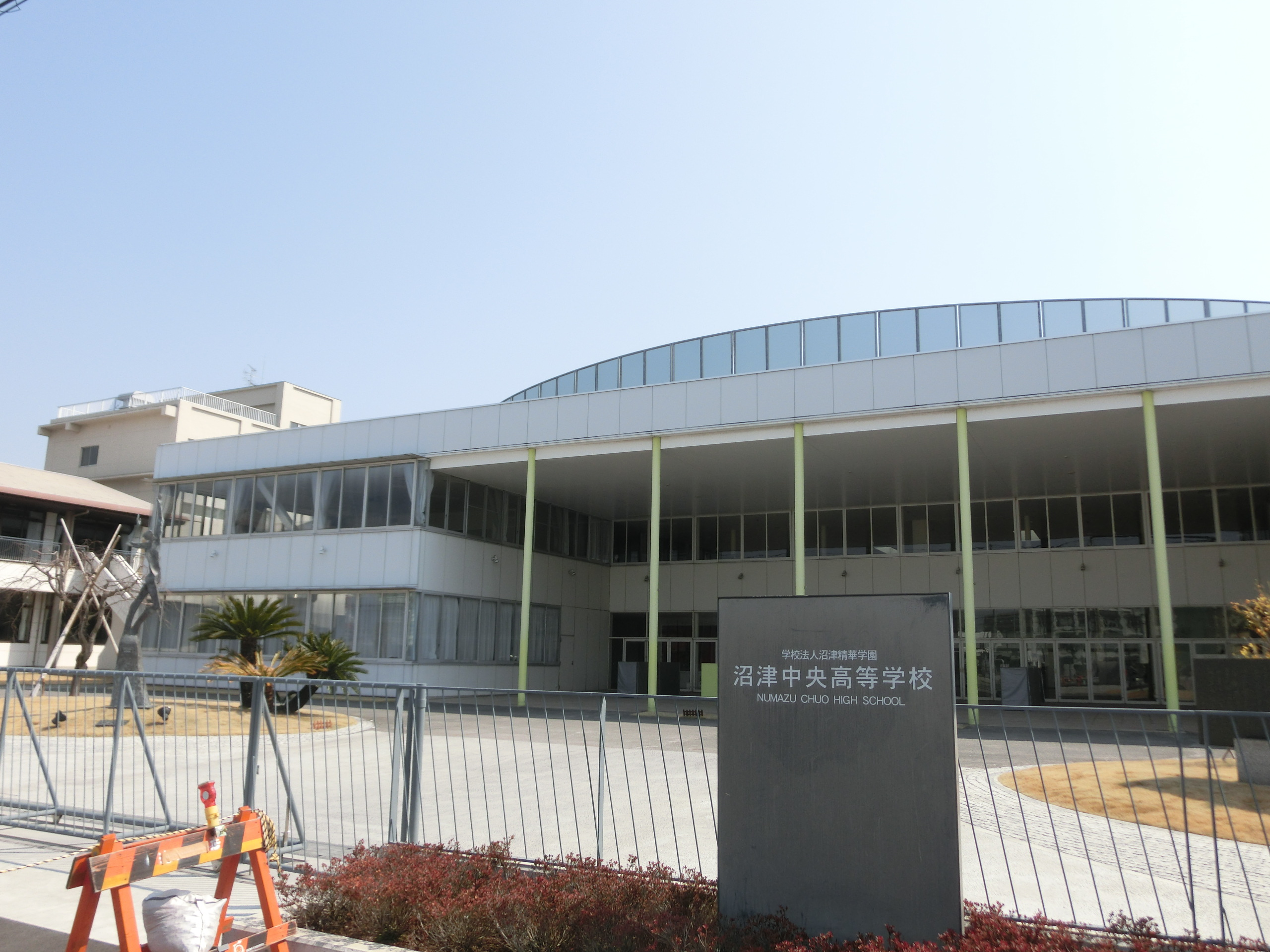
PVに登場した沼津中央高等学校。

前作「僕らの海でまた会おう」から約5か月ぶりとなるシングル。2025年6月にAqoursがFinale LIVEをもってAqoursのメンバー9人によるワンマンライブ活動を終了するにあたり、その集大成となるシングルである。
表題曲「永久hours」は、2025年6月に西武ドームで開催されたFinaleライブ「ラブライブ！サンシャイン!! Aqours Finale LoveLive! ～永久stage～」のテーマソングとして制作された。楽曲タイトルの「永久hours」は、アニメ1期第3話で、海岸に書かれたAqoursの文字を見た高海千歌が、その読みを「エーキューアワーズ」と読み間違えたエピソードが由来となっている。
また、カップリング曲の「僕らの旅は終わらない」は、JR東海「東海道新幹線60周年記念 推し旅コラボソング」として制作された。「推し旅」の企画そのものはJR東海第7代社長に丹羽俊介が就任した2023年より実施されているものであるが、本楽曲は翌年（2024年）に東海道新幹線が開業60周年を迎えるにあたっての記念事業の一環として、JR東海からの提案で企画されたものである。

## ミュージック・ビデオ
本作は、「DREAMY COLOR」以来3年ぶりとなるキャストによる実写PVが製作され、前作同様に東市篤憲がPVの監督を手掛け、引き続き沼津でのロケとなった。メインのロケ地は、AqoursとコラボしているJリーグクラブ「アスルクラロ沼津」の本拠地である愛鷹広域公園多目的競技場が選ばれ、キャラクターによるCDジャケットにもこの場所が背景として使われている。また、前回のPVとは異なりAqoursゆかりの沼津市民がエキストラとして数多く出演しており、ニッポン放送「ラブライブ!シリーズのオールナイトニッポンGOLD」の限定CMに出演している三の浦総合案内所の職員・大村文子をはじめ、劇場版に登場する静真高等学校のモデルとなった沼津中央高等学校での撮影では、生徒も多数登場した。参加した市民のエキストラは、撮影協力としてクレジットされている。

### ロケ地
- 愛鷹広域公園多目的競技場
- 沼津中央高等学校
- 安田屋旅館
- 布澤呉服店
- あわしまマリンパーク
- 辻宗商店
- 伊豆・三津シーパラダイス
- つじ写真館
- 松月
- 淡島ホテル
- 三の浦総合案内所

## 音楽性
「僕らの旅は終わらない」では、東海道新幹線の列車名である「のぞみ」「ひかり」「こだま」が歌詞に盛り込まれている。

## リリース
2024年12月18日にLantisからリリースされ、初回生産特典としてFinaleライブのチケット最速先行抽選申込券が封入されている。

## チャート成績
|                                              | 順位（売上）     | 順位（売上）      | 順位（売上）     | 順位（売上）    |
| オリコン                                     | オリコン         | ビルボード        | ビルボード       |                 |
| CD シングル                                  | 合算 シングル    | Top Singles Sales | HOT100           |                 |
| -------------------------------------------- | ---------------- | ----------------- | ---------------- | --------------- |
| 1週目 (12月16日-22日集計、12月30日付)        | 1位 （13.2万枚） | 1位 （13.3万Pt）  | 1位 （17.9万枚） | 3位 （0.6万Pt） |
| 2週目 (12月23日-29日集計、2025年1月6日付)    | 3位 （1.8万枚）  | 17位 （1.8万Pt）  | 3位 （2.0万枚）  | 62位            |
| 3週目 (12月30日-2025年1月5日集計、1月13日付) | 2位 （0.6万枚）  | -                 | 2位 （0.7万枚）  | -               |
| 4週目 (1月6日-12日集計、1月20日付)           | 6位 （0.6万枚）  | -                 | 5位 （0.9万枚）  | -               |
| 5週目 (1月13日-19日集計、1月27日付)          | 11位 （0.6万枚） | -                 | 8位 （0.8万枚）  | -               |
| 6週目 (1月20日-26日集計、2月3日付)           | 3位 （0.7万枚）  | -                 | 4位 （1.0万枚）  | -               |
| 7週目 (1月27日-2月2日集計、2月10日付)        | 5位 （1.1万枚）  | 41位 （1.1万Pt）  | 5位 （1.6万枚）  | 90位            |

2024年12月17日付のオリコンデイリーランキングでは7.1万枚を売り上げ1位にランクイン。デイリーランキングで7万枚を売り上げたのは、キャラクターのシングルとしては22/7の「僕が持ってるものなら」の6.4万枚を抜き、歴代最高記録となった。デイリー4日目の12月20日付デイリーで売上が10.7万に達し、女性キャラクターのシングルで初めて初週で10万枚を超えたシングルとなると同時に、「Thank you, FRIENDS!!」の初動9.9万枚を抜き、女性キャラクターによるシングル最高初動記録を自ら更新。2024年12月30日付オリコン週間シングルランキングでは、13.2万枚を売り上げて1位にランクイン。Aqoursとしては「僕らの走ってきた道は…/Next SPARKLING!!」以来6年ぶりの首位となるとともに、ラブライブシリーズの作品ではLiella!の「シェキラ☆☆☆」以来11か月ぶりの首位獲得となった。ラブライブシリーズの作品が1年で二度のオリコン首位獲得および、同一グループにおける二度目の週間1位を獲得するのは初の記録となった。
デイリー7日目（2週目）の12月23日付デイリーで累計が13.6万枚に達し、μ'sの「MOMENT RING」の累計13.5万枚を抜き、ラブライブ!シリーズのシングル作品で最も高い売り上げとなった。
発売4週目に自身およびラブライブ！シリーズ、ランティスレーベル史上初のプラチナ認定を獲得。オリコンチャート上でも6週目に累計売上が17.5万枚に達し、らき☆すたの「もってけ!セーラーふく」の売り上げを超えランティスレーベル売上歴代1位となった。
チケット最速選考抽選応募券の応募締め切りとなる7週目には1.1万枚を売り上げ、累計売上は18.6万枚となった。女性キャラクターのシングルの累計売上としては、桜高軽音部の「Don't say "lazy"」に次ぐ歴代2位の記録となっている。
ビルボードランキングでは、2024年12月30日付のBillboard JAPAN Top Singles Salesにおいて、179,390枚を売り上げ1位にランクイン。キャラクターによるCD作品としては、QUARTET NIGHTの「FLY TO THE FUTURE」の14.9万枚を抜き、歴代最高記録となった。発売3週目には累計売上が207,142枚に達し、女性キャラクターのシングルとしては初めて20万枚の大台を超えると、7週目には250,606枚となりプラチナ認定の売上基準となる25万枚に達した。

## 収録曲

### CD
- 全作詞：畑亜貴

1. 永久hours
  - 作曲：Kanata Okajima、Hayato Yamamoto、編曲：Hayato Yamamoto
  - Finaleライブ『ラブライブ！サンシャイン!! Aqours Finale LoveLive! ～永久stage～』テーマソング
2. 僕らの旅は終わらない
  - 作曲：Junya Maesako、Dr.Lilcom、Hitoshi Harukawa、編曲：Dr.Lilcom、Hitoshi Harukawa
  - JR東海『東海道新幹線60周年記念 推し旅』コラボソング
3. 永久hours (Off Vocal)
4. 僕らの旅は終わらない (Off Vocal)

### 初回盤BD
1. 「永久hours」Promotion Video
2. Making of 「永久hours」